# Круг, Херберт
Хе́рберт Круг (нем. Herbert Krug; 21 июня 1937, Майнц, ФРГ — 10 октября 2010, Хохгайм-на-Майне, Германия) — западногерманский спортсмен-конник, чемпион летних Олимпийских игр 1984 года.

## Карьера
Занимался виноделием недалеко от Хохгайма-на-Майне.
Как спортсмен принимал участие во всех трёх олимпийских дисциплинах. Его первый успех пришелся на 1963 год, когда он стал восьмым на европейском чемпионате в троеборье. С 1970-х годов больше сосредоточился на выездке. В 1980 годов приобрёл в Дании восьмилетнего мерина Мушкетёра (Muscadeur), прошедшего специальное обучение. Именно на Мушкетёре на летних Олимпийских играх в Лос-Анджелесе (1984) Круг стал чемпионом в командной выездке и пятым в индивидуальном зачёте.
Кроме того, дважды побеждал на первенстве Европы в командной выездке (1983 и 1987).